# ヴィルヘルム・フォン・フンボルト
カール・ヴィルヘルム・フォン・フンボルト（Friedrich Wilhelm Christian Karl Ferdinand Freiherr von Humboldt、1767年6月22日 - 1835年4月8日）は、ドイツの言語学者・政治家・貴族である。フンボルト大学の創設者。

## 人物
言語哲学や言語人類学にも大きな貢献をしたが、その姿勢は、インド・ヨーロッパ語族主義に立った差別的なものだった。プロイセン王国政府の外交官としても活躍。ゲーテやシラーなどとも親交があったことでも知られている。ヨーロッパの知識人にバスク語を普及させた功績も有名。
弟は自然科学の分野で貢献したアレクサンダー・フォン・フンボルトで、特に博物学や地理学に業績がある。兄弟共に、当時のドイツでは知識人階層の代表として知られており、両者は混同されやすい。近年は弟の方が研究評価されている。
ベルリン郊外のテーゲル（Tegel）にはSchloss Tegel（別名・ Humboldt-Schloss）と呼ばれる、彼が弟とともに住んでいた家が存在する。

## 著作活動
ヴィルヘルム・フォン・フンボルト『国家活動の限界を決定するための試論』(1851年、刊行)は、ジョン・スチュアート・ミルの『自由論』にも大きな影響を与えた。ミルは「政府がどの程度まで国民の自由を制限できるか」「国民はどの程度の客観的証拠による注意によって、自らの自由な注意によってどの程度まで政府に干渉されずに、自由な意思決定がすべきなのか」について考察を行った。例として毒薬の薬品の注意書きは政府によって命令されるべきか、自らの自由な意思によって注意すべきかを挙げて考察している。もし自らの意思によって注意すべきであるならば、政府は注意書きをつけるように強制すべきではないが、それが不可能ならば政府は注意書きを強制すべきであるというのである。ここに国民の能力の問題をも取り上げることとなった。そのため、ボローニャ大学、パリ大学に始まるそれまでの専門職業教育志向の大学スタイルとは違う教養志向の大学スタイル理念を提唱した。それを具現したのがベルリン大学である。
これは、酒やタバコの注意書きや、それと類似に経済学的に意味がある酒税やタバコ税の意味についても、「国家活動の限界」を考察する一例として同じ様に考えることができる。もし国家が過度に注意を行うようになれば警察国家となるであろうし、一方リバタリアンのように経済的なことのみに注意すべきであるという小さな政府も可能であろうし、またスウェーデンのような福祉国家論を主張することも可能であるということになる。

## 日本語文献
近年刊の文献のみ表記　
フンボルトの著作
- 『言語と人間』 岡田隆平訳、ゆまに書房, 1998。創元社（初版1950）を復刻
- 『双数について』 村岡晋一訳・解説、新書館, 2006
- 『人間形成と言語』 クラウス・ルーメルほか訳、以文社, 1989
- 『言語と精神　カヴィ語研究序説』 亀山健吉訳、法政大学出版局, 1984、オンデマンド版2011
- 『国家活動の限界』 西村稔編訳、京都大学学術出版会［近代社会思想コレクション］, 2019

伝記・研究
- 亀山健吉 『言葉と世界　ヴィルヘルム・フォン・フンボルト研究』 法政大学出版局, 2000 
  - ― 『フンボルト　文人・政治家・言語学者』 中公新書, 1978。入門書
- 西村貞二 『フンボルト　人と思想』 清水書院［新書Century books］, 1990、新装版2015。入門書
- ユルゲン・トラバント 『フンボルトの言語思想』 村井則夫訳、平凡社［テオリア叢書］, 2001
- ―『人文主義の言語思想　フンボルトの伝統』村井則夫ほか監訳、岩波書店, 2020
- 斉藤渉 『フンボルトの言語研究―有機体としての言語』 京都大学学術出版会, 2001
- 江島正子 『フンボルトの人間形成論』 ドン・ボスコ社, 1996
- 福本喜之助 『フンボルトの言語思想とその後世への影響』 関西大学出版部, 1982
- 泉井久之助 『言語研究とフンボルト』 弘文堂, 1976
- 吉永圭 『リバタリアニズムの人間観―ヴィルヘルム・フォン・フンボルトに見るドイツ的教養の法哲学的展開』 風行社, 2009
- 宮本勇一 『フンボルトの陶冶理論と教育改革　学問中心カリキュラムの再考』 春風社, 2023